# Modjieb Jamali
Pour les articles homonymes, voir Jamali.
Modjieb Jamali (en dari et en pachto : مجيب جمالي) est un footballeur international afghan né le 30 avril 1991. Il évolue au poste de milieu de terrain.

## Biographie
Il naît à Kaboul en 1991. Sa famille fuit la guerre lorsqu'il a 4 ans et s'installe à Schwalbach am Taunus dans la banlieue de Francfort.

### En club
Il commence le football au Kickers Offenbach avant de poursuivre sa formation au FSV Francfort jusqu'en 2010. Il intègre alors l'équipe réserve qui évolue en Regionalliga Sud (D4). Il ne prend part qu'aux deux dernières rencontres de la saison, face au SV Stuttgarter Kickers (défaite 2-0) et face à la réserve du 1. FC Nuremberg (victoire 3-2). La saison suivante, il doit se contenter de 12 apparitions sur le banc lors de la première partie du championnat. À la mi-saison, il effectue un essai avec l'équipe réserve du RCD Majorque. Il s'y entraîne jusqu'à la fin de la saison mais ne peut s'engager avec l'équipe à cause d'un problème administratif et se retrouve donc libre de tout contrat.
Après plusieurs mois sans club, il rejoint l'équipe réserve du FC St. Pauli en janvier 2013 jusqu'à l'issue de la saison. Il marque dès ses débuts en Regionalliga Nord (D4) le 13 avril face à l'équipe réserve du Hambourg SV (victoire 2-1).
Durant l'été 2013, il rejoint l'équipe réserve du Kickers Offenbach en Hessenliga (D5). Il fait ses débuts le 7 août face à son ancienne équipe, la réserve du FSV Francfort (défaite 3-1). Il marque son unique but le 4 mai 2014 lors d'une victoire 5-0 contre le SV Buchonia Flieden. L'équipe termine à l'avant-dernière place du classement et se voit reléguer en Verbandsliga Hessen Süd (D6). Il reste malgré tout au club et s'en va à l'issue de sa deuxième saison.
Il s'engage alors avec le CS Sportul Snagov en deuxième division roumaine. Il joue sa première rencontre le 26 septembre 2015 contre le FC Caransebeș (défaite 2-0). À la mi-saison, il effectue un essai du côté du FC Botoșani, pensionnaire de première division. Cet essai s'avère non concluant. Il inscrit son seul but le 18 mai 2016 lors des barrages de relégation contre le FC Universitatea Cluj (défaite 2-1). Le club est relégué en troisième division à l'issue de ceux-ci. Il est finalement repêché à la place de l'AS Voința Snagov qui est dissous. À la trêve le club est à la peine et il décide de s'en aller.
Il rejoint pour 6 mois le championnat monténégrin et le FK Dečić Tuzi. Il fait ses débuts le 21 février 2017 face au FK Sutjeska Nikšić (1-1). Après huit apparitions, il se blesse et ne rejoue plus de la saison.
En juillet 2017, il se retrouve sans club et ne reprend du service qu'en mars 2018 puisqu'il retourne au CS Sportul Snagov. Il participe à 13 rencontres sur cette deuxième parie de saison.
À l'été 2018, il rejoint le CE Constancia qui évolue dans le groupe Baléares de Tercera División. Il joue son premier match le 21 octobre face au SCR Peña Deportiva (défaite 3-0). Il dispute au total 9 rencontres et quitte le club en fin de saison.
Il est libre de tout contrat depuis juillet 2019.

### En équipe nationale
Il reçoit sa première sélection en équipe d'Afghanistan le 24 mars 2016, dans le cadre des éliminatoires de la Coupe du monde 2018 contre le Japon (défaite 5-0). 